# Венигсен (Дајстер)
Венигсен (њем. Wennigsen) општина је у њемачкој савезној држави Доња Саксонија. Једно је од 21 општинског средишта округа Регион Хановер. Према процјени из 2010. у општини је живјело 14.156 становника. Посједује регионалну шифру (AGS) 3241020.

## Географски и демографски подаци
Венигсен се налази у савезној држави Доња Саксонија у округу Регион Хановер. Општина се налази на надморској висини од 99 метара. Површина општине износи 53,8 km². У самом мјесту је, према процјени из 2010. године, живјело 14.156 становника. Просјечна густина становништва износи 263 становника/km².